# 11548 Jerrylewis
A 11548 Jerrylewis (ideiglenes jelöléssel 1992 WD8) a Naprendszer kisbolygóövében található aszteroida. Carolyn Shoemaker és David H. Levy fedezte fel 1992. november 25-én.
Nevét Jerry Lewis (Joseph Levitch) amerikai komikus, színész, énekes után kapta.